# Бровченко Іван Кузьмович
Бровченко Іван Кузьмович (20 вересня 1898, Прилуки, Полтавська губернія — 13 липня 1971, Ніжин, Чернігівська область) — актор, режисер, заслужений артист УРСР (1957), художній керівник в українських театрах Прилук, Херсона, Ужгорода та інших міст. Протягом 50-річної творчої діяльності поставив понад 300 спектаклів, зіграв понад 400 ролей. Переклав понад 20 сценічних творів з російської на українську мову. Автор 5 п'єс і 10 одноактівок. Нагороджений орденом «Знак пошани».

## Біографія
Артист народився 20 вересня 1898 р., в сім'ї робітника залізничного транспорту в м. Прилуки Полтавської губернії. Батько Бровченка помер в 1905 р., під час революційного  повстання, залишивши чотирьох сиріт. Після смерті батька мати працювала по найму доглядаючи дітей.
З 1917 р., Іван перебував в лавах царської армії, в 62 Суздальському піхотному полку, де закінчив полкову музичну школу, здобувши спеціальність музиканта- духівника. Під час Першої світової війни працював санітаром на фронті, отримав контузію.
У 1918 році І. Бровченко у прилуцькому клубі уперше зіграв Миколу у «Наталці-Полтавці» під керівництвом артиста-професіонала І.М. Ярошенка, за допомогою якого І. Бровченка було зараховано до трупи професійного театру в Прилуках. У 1920-21 рр. організував армійський театр у Києві. Був одним з організаторів «Молодого театру», очолюваного режисером П. О. Хмарою та керував театральною студією (1923–25), при об'єднаному клубі профспілок міста.
В 1926 р., з ініціативи І. К. Бровченка, був організований пересувний, робітничо-колгоспний театр, де він був актором та  режисером. З 1930 по 1934 рр., працював режисером і актором у Донбаському театрі ім. 13-річчя Жовтня. Після його ліквідації працював у Вінницькому  театрі ім. М. Островського (1934–36), у Херсонському театрі (1936–38). В цей період навчався на режисерському факультеті в Московському університеті.
Протягом 1938-41 рр. був художній керівником і актором Прилуцького драматичного театру ім. 15-річчя ВЛКСМ. Під час Другої світової війни театр був евакуйований до Новосибірську, де його трупу було об'єднано з колективами Ніжинського українського державного театру ім. Коцюбинського та Миколаївським театром ім. Т. Г. Шевченка. Український державний театр ім. Коцюбинського у 1944 р. повернувся до Ніжина. Разом з ним прибув до міста і І. К. Бровченко. У серпні 1946 р. його було переведено на посаду художнього керівника Прилуцького пересувного театру, де він працював до переводу на посаду головного режисера пересувного театру в м. Дубно. У 50-ті рр. неодноразово був слухачем режисерських курсів у Москві.
 У 1957 р. йому було присвоєне звання заслуженого артиста УРСР. З 1959 року — актор Ніжинського драматичного театру ім. М. Коцюбинського. У 1960 р. І. К. Бровченко виходить на пенсію і переїздить до Ніжина. Очолив аматорський театр при Ніжинському міському будинку культури. У 1965 р. колектив отримав почесне звання «Народний».
 Помер Іван Бровченко 23 січня 1971 року.

## Особисте життя
Чоловік артистки Марії Бровченко.

## Основні ролі
- Микола, Петро, Возний, Виборний («Наталка Полтавка» І. Котляревського)
- Назар («Назар Стодоля» Т. Шевченка)
- Годун («Розлом» Б. Лавреньова)
- Гриць, Іван («Ой не ходи, Грицю, та й на вечорниці», «Дай серцю волю, заведе в неволю» М. Кропивницького)
- Платон («Платон Кречет» О. Корнійчука)
- Голохвастий, Антон Квітка («За двома зайцями», «Талан» М. Старицького)
- Василь («Лимерівна» Панаса Мирного)
- Гнат, Панас («Безталанна», «Наймичка» І. Карпенка-Карого)
- Яшка («Весілля в Малинівці» О. Рябова)
- Терень, Дудар («Дівчата нашої країни», «Диктатура» І. Микитенка)
- Лукаш («Лісова пісня» Лесі Українки)
- Микола («Украдене щастя» І. Франка)[5]